# Correspondência numérica 3-dimensional
Correspondência numérica 3-dimensional é um problema de decisão NP-completo. Ela é dada por três multisets de inteiros {\displaystyle X}, {\displaystyle Y} and {\displaystyle Z}, cada um contendo {\displaystyle k} elementos , e um limitante {\displaystyle b} vinculado. O objetivo é selecionar um subconjunto {\displaystyle M} de {\displaystyle X\times Y\times Z} tal que todo inteiro em {\displaystyle X}, {\displaystyle Y} and {\displaystyle Z} ocorre apenas uma vez e que, para cada tripla {\displaystyle (x,y,z)} no subconjunto de{\displaystyle x+y+z=b} se mantenha . Este problema é rotulado como [ SP16 ] em.

## Exemplos
Pegue um {\displaystyle X=\{3,4,4\}}, {\displaystyle Y=\{1,4,6\}} e{\displaystyle Z=\{1,2,5\}}, e {\displaystyle b=10}. Este exemplo tem uma solução, ou seja, {\displaystyle \{(3,6,1),(4,4,2),(4,1,5)\}}. Note-se que cada somas tripla para {\displaystyle b=10}. O conjunto {\displaystyle \{(3,6,1),(3,4,2),(4,1,5)\}} não é uma solução, por diversas razões: nem todo o número é usado {\displaystyle 4\in X} está ausente), um número é usado com muita freqüência ({\displaystyle 3\in X}) e nem toda tripla se soma à {\displaystyle b} (desde {\displaystyle 3+4+2=9\neq b=10}). No entanto, existe pelo menos uma solução para este problema, que é a propriedade que nos interessa dos problemas de decisão. Se nós atribuíssemos {\displaystyle b=11} para o mesmo {\displaystyle X}, {\displaystyle Y} e {\displaystyle Z}, este problema teria nenhuma solução (todos os números de somam {\displaystyle 30}, o que não é igual a {\displaystyle k\cdot b=33} neste caso).

## Problemas relacionados
Cada instância do problema de correspondência numérica 3-dimensional é uma instância de tanto o Problema das 3 Partições, e o problema de correspondência 3-dimensional.

## Prova de NP-Completo
A NP-completude do problema de 3-partição é afirmado por Garey e Johnson em "Computers and Intractability; A Guide to the Theory of NP-Completeness", que as referências a este problema com o código [ SP16 ]. Isto é feito por uma redução de correspondência 3-dimensional através de 4-partição. Para provar NP-completude da correspondente numérica 3-dimensional, a prova é semelhante, mas a redução de correspondência 3-dimensional através de 4-partição deve ser usado.